# Daewoo Leganza
Daewoo Leganza var en stor mellemklassesedan bygget af det tidligere GM Daewoo i Sydkorea mellem 1997 og 2002. Bilens interne udviklingsnavn var V100, under hvilket bilen og dens platform (som den ikke delte direkte med nogen anden model) også var kendt.
Daewoo udtrykker at navnet Leganza kommer fra en kombination af to italienske ord – elegante (elegant) og forza (kraft).

## Udvikling
Leganza var en del af Daewoos indsats i selv at udvikle nye modeller til at afløse de gamle GM-licenserede. Søsterprojekter til V100 var Daewoo Lanos (T100) og Daewoo Nubira (J100). Udviklingen af "x100"-biler involverede flere underleverandører, bl.a. ZF for gearkasser og Holden for motorer.
Leganza var designet af den italienske bildesigner Giorgetto Giugiaro fra Italdesign. Designet var inspireret af Giugiaros konceptbil Jaguar Kensington fra 1990, samt Toyota Aristo fra 1991.

## Drivlinie
Leganza var en forhjulstrukket bil, som kun fandtes som firedørs sedan. Leganza kunne fås med tre forskellige firecylindrede Holden-motorer.

### Tekniske data
|                                                | 1,8                 | 1,8                 | 2,0                  | 2,0                             | 2,0                             | 2,2                             | 2,2                             |
| Byggeperiode                                   | 1997−2002           | 1997−2002           | 1997−2002            | 1997−2001                       | 2001−2002                       | 1999−2001                       | 2001−2002                       |
| Motordata                                      |                     |                     |                      |                                 |                                 |                                 |                                 |
| Motortype                                      | R4-benzinmotor      | R4-benzinmotor      | R4-benzinmotor       | R4-benzinmotor                  | R4-benzinmotor                  | R4-benzinmotor                  | R4-benzinmotor                  |
| Antal ventiler pr. cylinder                    | 2                   | 2                   | 2                    | 4                               | 4                               | 4                               | 4                               |
| Ventilstyring                                  | OHC, tandrem        | OHC, tandrem        | OHC, tandrem         | DOHC, tandrem                   | DOHC, tandrem                   | DOHC, tandrem                   | DOHC, tandrem                   |
| Fødesystem                                     | Multipoint          | Multipoint          | Multipoint           | Multipoint                      | Multipoint                      | Multipoint                      | Multipoint                      |
| Trykladning                                    | –                   | –                   | –                    | –                               | –                               | –                               | –                               |
| Køling                                         | Vandkøling          | Vandkøling          | Vandkøling           | Vandkøling                      | Vandkøling                      | Vandkøling                      | Vandkøling                      |
| Boring × slaglængde                            | 84,8 × 79,5 mm      | 84,8 × 79,5 mm      | 86,0 × 86,0 mm       | 86,0 × 86,0 mm                  | 86,0 × 86,0 mm                  | 86,0 × 94,6 mm                  | 86,0 × 94,6 mm                  |
| Slagvolume                                     | 1796 cm³            | 1796 cm³            | 1998 cm³             | 1998 cm³                        | 1998 cm³                        | 2198 cm³                        | 2198 cm³                        |
| Kompressionsforhold                            | 8,8:1               | 8,8:1               | 9,5:1                | 9,5:1                           | 9,5:1                           | 9,6:1                           | 9,6:1                           |
| Maks. effekt ved omdr./min.                    | 66 kW (90 hk) /5250 | 70 kW (95 hk) /5400 | 85 kW (115 hk) /5800 | 98 kW (133 hk) /5600            | 93 kW (126 hk) /5600            | 98 kW (133 hk) /5200            | 100 kW (136 hk) /5200           |
| Maks. drejningsmoment ved omdr./min.           | 131 Nm /4000        | 145 Nm /2800        | 170 Nm /3400         | 184 Nm /4000                    | 180 Nm /4400                    | 200 Nm /2800                    | 191 Nm /4000                    |
| Kraftoverførsel                                |                     |                     |                      |                                 |                                 |                                 |                                 |
| Drivende hjul                                  | Forhjul             | Forhjul             | Forhjul              | Forhjul                         | Forhjul                         | Forhjul                         | Forhjul                         |
| Gearkasse (standardudstyr)                     | 5-trins manuel      | 5-trins manuel      | 5-trins manuel       | 5-trins manuel                  | 5-trins manuel                  | 5-trins manuel                  | 5-trins manuel                  |
| Gearkasse (ekstraudstyr)                       | –                   | –                   | 4-trins automatisk   | 4-trins automatisk              | 4-trins automatisk              | 4-trins automatisk              | 4-trins automatisk              |
| Præstationer                                   |                     |                     |                      |                                 |                                 |                                 |                                 |
| Topfart                                        | 180 km/t            | 180 km/t            | 187 km/t             | 206 km/t (192 km/t)             | 206 km/t (192 km/t)             | 207 km/t (198 km/t)             | 207 km/t (198 km/t)             |
| Acceleration 0-100 km/t                        | 13,5 sek.           | 13,5 sek.           | 12,2 sek.            | 10,2 sek. (12,5 sek.)           | 10,2 sek. (12,5 sek.)           | 9,9 sek. (11,9 sek.)            | 9,9 sek. (11,9 sek.)            |
| Brændstofforbrug pr. 100 km ved blandet kørsel |                     |                     | 7,7 liter Blyfri 95  | 7,1 liter (7,5 liter) Blyfri 95 | 7,1 liter (7,5 liter) Blyfri 95 | 7,3 liter (7,5 liter) Blyfri 95 | 7,3 liter (7,5 liter) Blyfri 95 |

1. ↑  Værdier i ( ) gælder for versioner med automatgear.

## Afløsning
I modsætning til Matiz eller Nubira fik Leganza ikke noget facelift i løbet af sin levetid, så der findes ingen "V150"-model (xx50-numre blev af Daewoo benyttet til at betegne faceliftede versioner af xx00-modeller). I stedet øgede Daewoo V100-platformens akselafstand med 30 mm for at udvikle en ny model, kaldet Daewoo Magnus (V200), som kom på markedet i 2000. Begge modeller blev solgt sideløbende med hinanden i Sydkorea, og Leganza fik en ny kølergrill i 2001, mens Magnus ikke blev introduceret internationalt før Leganza udgik af produktion i 2002 og blev afløst af Magnus, som i Europa blev solgt som Daewoo Evanda.
Der kom ingen afløser i Storbritannien eller Irland, før Daewoo Tosca blev introduceret under navnet Chevrolet Epica i 2007.